# Ukrainian Cargo Airways
Ukrainian Cargo Airways (UCA) (en russe : Украинская авиационная транспортная компания ('УАТК')) (code AITA : 6Z ; code OACI : UKS) est une compagnie aérienne ukrainienne, détenue par l'État ukrainien, basée à Kiev. La compagnie est sur la liste noire de l'union européenne.

## Flotte
En août 2006, la flotte de la compagnie était constituée de :
- 3 Antonov An-12
- 2 Antonov An-26
- 19 Iliouchine Il-76MD
- 2 Iliouchine Il-76
- 1 Tupolev Tu-154B-2[2].

## Incidents
- Le 4 octobre 2007, un cargo Iliouchine Il-76 de la compagnie, affrété  par les forces canadiennes, a heurté des arbres lors de l'atterrissage à l'aéroport international de Keflavík en Islande. L'atterrissage s'est fait sans problèmes, et l'équipage n'a pas parlé de l'incident ; c'est le personnel de l'aéroport qui a aperçu des débris de bois sur la piste et prévenu les autorités.